# Хорлешти (Хорлешти)
Хорлешти (рум. Horleşti) насеље је у Румунији у округу Јаши у општини Хорлешти. Oпштина се налази на надморској висини од 115 m.

## Становништво
Према подацима из 2002. године у насељу је живело 3065 становника, од којих су сви румунске националности.

### Хронологија
| Година       | 1992 | 1993 | 1994 | 1995 | 1996 | 1997 | 1998 | 1999 | 2000 | 2001 | 2002 | 2003 | 2004 | 2005 | 2006 | 2007 | 2008 | 2009 | 2010 | 2011 | 2012 | 2013 | 2014 | 2015 | 2016 | 2017 |
| ------------ | ---- | ---- | ---- | ---- | ---- | ---- | ---- | ---- | ---- | ---- | ---- | ---- | ---- | ---- | ---- | ---- | ---- | ---- | ---- | ---- | ---- | ---- | ---- | ---- | ---- | ---- |
| Становништво | 3232 | 3239 | 3276 | 3238 | 3208 | 3185 | 3191 | 3195 | 3232 | 3228 | 3242 | 3234 | 3232 | 3192 | 3161 | 3166 | 3187 | 3220 | 3215 | 3219 | 3202 | 3138 | 3148 | 3141 | 3117 | 3107 |